# Banyuputih Kidul
Banyuputih Kidul is een bestuurslaag in het regentschap Lumajang van de provincie Oost-Java, Indonesië. Banyuputih Kidul telt 6673 inwoners (volkstelling 2010).